# 페터 그륀베르크

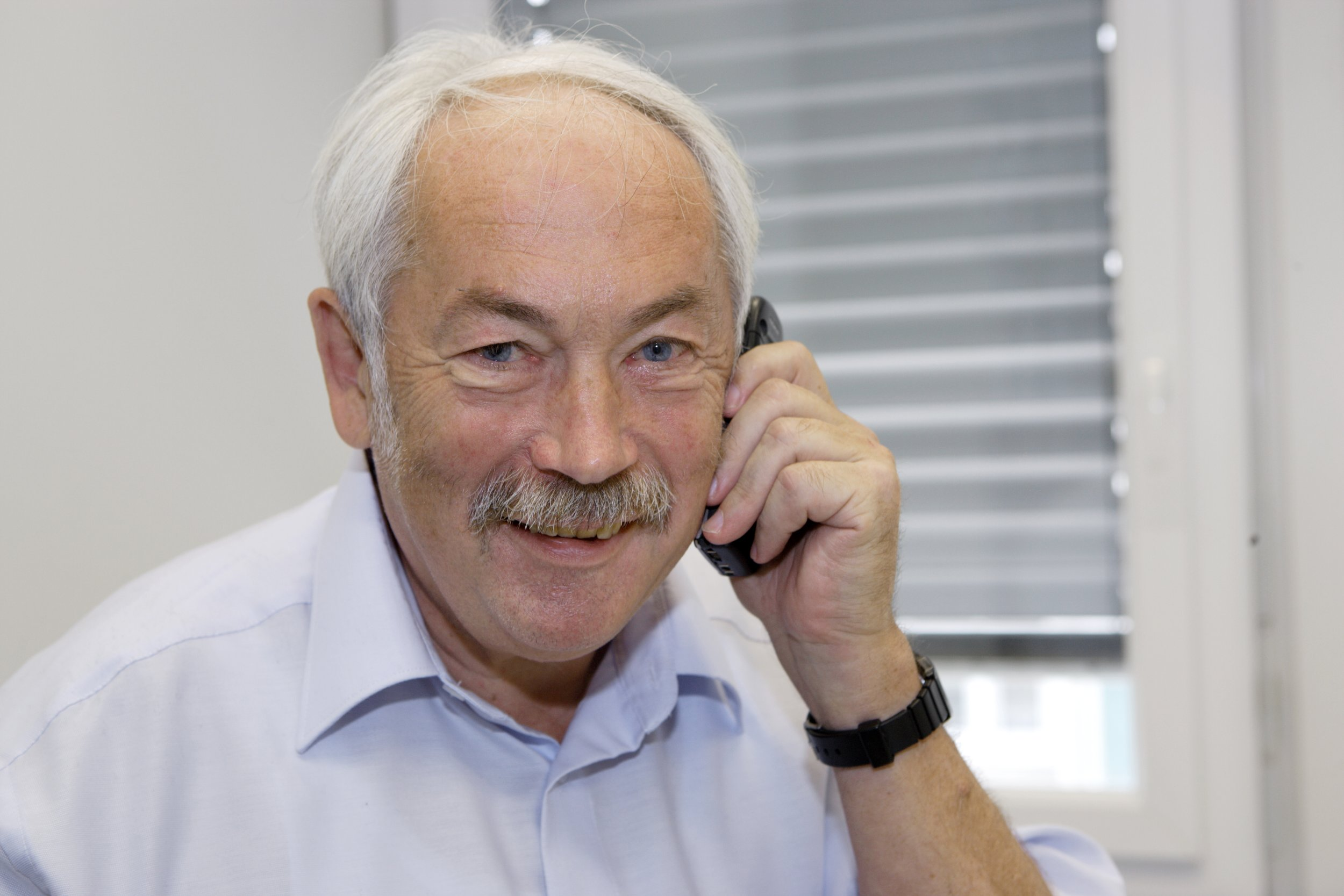
페터 그륀베르크

페터 그륀베르크(Peter Grünberg, 1939년 5월 18일 ~ 2018년 4월 7일)는 독일의 물리학자이다. 거대자기저항의 발견에 대한 공로로 알베르 페르와 공동으로 2007년 노벨 물리학상 수상자로 선정되었다. 컴퓨터의 저장 매체로 널리 사용되는 하드디스크는 바로 이 발견으로 만들어진 것이다.